# ميدجانو
ميدجانو (بالإيطالية: Miggiano)‏ هي بلدية في مقاطعة ليتشي في إقليم بوليا الإيطالي.

## السكان
في سنة 1861 بلغ عدد السكان 1٬188 نسمة، وتطور العدد ليصل في سنة 2011 لـ 3٬684 نسمة.
يظهر هذا المخطط البياني تطور النمو السكاني لـ ميدجانو